# جورج هربرت ووكر الثالث
جورج هربرت ووكر الثالث (بالإنجليزية: George Herbert Walker III)‏ (و. 1931 – م) هو دبلوماسي من الولايات المتحدة الأمريكية ولد في سانت لويس، ميزوري.
كان عضوًا في الحزب الجمهوري .

## التعليم
تعلم في جامعة ييل، وكلية هارفارد للحقوق.